# Arthur Petermann
Arthur Petermann, född 14 juli 1845 i Dresden, Kungariket Sachsen, död 26 augusti 1902 i Gembloux, Belgien, var en tysk agrikulturkemist. 
Efter doktorsgrad i Göttingen var Petermann 1866-67 assistent vid försöksanstalten i Pommritz och därefter i Weende samt kemist vid försöksanstalten i Nancy 1868-70, varpå han kallades till föreståndare för belgiska statens försöksanstalt i Gembloux och professor vid L'institut agricole (lantbruksuniversitetet) där 1872. 
Petermann ägnade sig med framgång åt flera av åkerbrukskemins viktigaste grenar och andra med jordbruket förknippade vetenskaper, såsom fytopatologi, meteorologi, utsädesfrågor med mera. Av största betydelse blev hans bemödanden att göra industrins biprodukter och avfall användbara som gödning; han påvisade thomasslaggens betydelse som en billig och kraftig fosforsyrekälla för kulturväxterna; han utforskade vädrets inflytande på sockerbetsodlingens avkastning och gjorde även sockerindustrins avfallsprodukter brukbara som djurfoder; han uppvisade och fastställde den kvävemängd, som jordmånen tar emot genom nederbörden; han meddelade analyser av en stor mängd gödningsmedel och foderämnen samt av ett stort antal olika jordslag och utövade ett kraftigt inflytande på lagstiftningen till lanthushållningens betryggande och förbättrande. 
Petermann ägnade sig även åt prövning av utsädessorter från nordligare länder och kom därigenom i förbindelse med det svenska jordbrukets målsmän. Han blev ledamot av svenska Lantbruksakademien 1884.